# Хшонстава (Лодзинське воєводство)
Хшонстава (пол. Chrząstawa) — село в Польщі, у гміні Відава Ласького повіту Лодзинського воєводства.
Населення — 101 особа (2011).
У 1975-1998 роках село належало до Серадзького воєводства.

## Демографія
Демографічна структура станом на 31 березня 2011 року:
|          | Загалом | Допрацездатний вік | Працездатний вік | Постпрацездатний вік |
| -------- | ------- | ------------------ | ---------------- | -------------------- |
| Чоловіки | 51      | 2                  | 37               | 12                   |
| Жінки    | 50      | 9                  | 21               | 20                   |
| Разом    | 101     | 11                 | 58               | 32                   |